# Король без развлечений (фильм)
Король без развлечений (фр. Un roi sans divertissement) — драма режиссёра Франсуа Летерье, снятая по одноименному роману Жана Жионо, и вышедшая в прокат 30 августа 1963.

## Сюжет
Фильм производства Жана Жионо, являющегося также автором сценария. Сюжет значительно изменен и упрощен в сравнении с романом. Действие разворачивается в альпийской долине Триев в деревне Пребуа и округе в 1840 году.
Молодой жандармский капитан Ланглуа прибывает для расследования исчезновения девочки. Старый отставной прокурор, глубокий знаток человеческих душ, вводит его в курс дела и высказывает соображения относительно психологии предполагаемого убийцы. Прибыв в деревню, Ланглуа останавливается на постоялом дворе, который держит некая Клара, бывшая хозяйка элитного борделя в Лионе, женщина немолодая, но ещё весьма привлекательная, перевезенная прокурором в глубинку после какого-то скандала. Она также является глубоким знатоком человеческих душ, и прокурор надеется, что Клара сможет оказать благотворное влияние на Ланглуа, моральная устойчивость которого вызывает некоторые опасения.
В самый день прибытия жандарма преступник с наступлением темноты пытается с помощью удавки утащить взрослого мужчину, а затем наносит множество зигзагообразных порезов кабанчику в хлеву, явно не с целью убийства, а ради развлечения.
С помощью мэра Ланглуа организует общую облаву на волков, с участием мужчин из соседних деревень, рассчитывая, что преступник в ходе охоты как-либо обнаружит себя. Прижав загнанного зверя к отвесной скале, жандарм убивает его двумя выстрелами из пистолетов, после чего слышит за спиной голос убийцы, прокомментировавшего смерть своего четвероногого коллеги.
Убийца внешне выглядит не монстром, а таким же человеком, как все. Для его изобличения Ланглуа приходится «мыслить как преступник», что ему вполне удается, но производит сильный душевный переворот. Догадавшись, где убийца спрятал тело девочки, Ланглуа после нового исчезновения отправляется прямо на это место, и видит удаляющегося душегуба. Тот, очевидно, желает быть пойманным, поэтому уходит не спеша, временами останавливаясь, чтобы убедиться, что преследователь, идущий за ним в паре десятков шагов, не отстает.
Проводив убийцу до дома и дождавшись, пока его жена и маленькая дочь уйдут, Ланглуа выводит преступника на улицу, но, решив оказать услугу тому, с кем почувствовал сходство, проходит мимо жандармерии, и отведя человека к скале, кончает с ним двумя выстрелами. Подобрав выпавшую из кармана убитого удавку, Ланглуа является к прокурору с рапортом об отставке и объяснением, что не может оставаться на службе, после того, как почувствовал в себе убийцу. Прокурор пытается его отговорить, объясняя, как и в начале фильма, что потенциальными убийцами являются почти все люди, но зачарованный красотой крови на снегу жандарм заявляет, что понял слишком многое.

Все пристрастия есть в нашей природе изначально. Надо лишь выбрать и заплатить нужную цену. Чем сто лет влачить жалкое существование, лучше на одну секунду стать королём.
Прокурор убеждает молодого человека, что жизнь все-таки стоит того, чтобы прожить её целиком, но Ланглуа покидает его дом в сомнениях. Бродя по деревне с удавкой в руках, он ищет себе молоденькую жертву, но неудачные (или наоборот, удачные) стечения обстоятельств и собственная неуверенность мешают ему окончательно превратиться в маньяка-убийцу. Попросив у девушки отрубить голову гусю, он держит трепыхающуюся тушку, с удовлетворением созерцая, как из рассеченной артерии на снег брызжет кровь.
Когда Ланглуа возвращается на постоялый двор к Кларе, женщина, предупрежденная прокурором о превращении жандарма, в страхе опрокидывает бутылку с гренадином, и тот растекается кроваво-красным пятном по белой столешнице. С трудом сохраняя остатки самообладания, Ланглуа накрывает пятно ладонью, затем проводит «окровавленной» пятерней по лицу Клары, после чего выходит на улицу и пускает себе пулю в голову.

## В ролях
- Клод Жиро — Ланглуа
- Колетт Ренар — Клара
- Шарль Ванель — прокурор
- Альбер Реми — Марселен, деревенский мэр
- Рене Бланкар — кюре
- Пьер Репп — Раванель
- Жан Жионо — голос убийцы (в титрах не указан)

## О фильме
Картину снимали в феврале 1963 года при минусовой температуре в глубине Центрального массива на плато Обрак в Лозере, в деревне Лез-Эрмо.
Экранизация оказалась ещё более мрачной, а пессимизм Жионо ещё более безнадежным, чем в книге, что отражало эволюцию взглядов автора на человеческую природу. Если в романе утверждалось, что убивать ради развлечения способны только очарованные Злом «сильные души», то в фильме прокурор делает весьма сомнительные заявления, будто таким убийцей может стать любой человек или зверь. Клара, мэр деревни, и даже сельский кюре подтверждают, что в подобном развлечении нет ничего особенного, что так устроен мир.
Обыденность и анонимность, общечеловечность и всепроницаемость Зла подчеркивается тем, что самого убийцу камера показывает, в основном, мельком, на общих планах или вполоборота, а на крупных — со спины. Во время короткой беседы в доме, показана лишь стена, и на вопросы Ланглуа отвечает голос Жана Жионо, в сцене убийства камера берет тело преступника без головы, а в момент выстрелов дается вид сверху.
В финальной сцене Клара убеждает Ланглуа, что в его новом знании нет ничего страшного, что все бывалые люди также знают об этой жестокой склонности человеческой натуры, и со временем научаются жить с этим, но на прямой вопрос: «А почему вы не живете так, как хотите?», — женщина отвечает — «Мы не осмеливаемся».
Критики отмечают цветовое решение с преобладанием белого и чёрного, и то что мизансцены напоминают ожившие полотна фламандцев, в частности, Брейгеля. В начальных кадрах одинокий чёрный всадник медленно возникает вдали на белом-белом фоне метели, из-за которой небо сливается с землей. На общем фоне унылой холодной черно-белой цветовой гаммы редкие вкрапления красного производят исключительное впечатление. Прокурор нарядил своего мальчика-грума в красное, чтобы тот выделялся на местности. Жители деревни (все в чёрном и разнообразных оттенках серого) толпятся, чтобы поглазеть на это чудо, и прокурору приходится забрать слугу с улицы, а то «как бы чего не вышло». В заключительных кадрах кровавое пятно на снегу также создает контраст белому фону, чёрным шинели и шевелюре Ланглуа.
В начале и конце фильма звучит специально написанная Жаком Брелем песня-размышление Pourquoi faut-il que les hommes s’ennuient («Почему же людям нет покоя»).
Картина полностью провалилась в прокате. Зрители были разочарованы тем, что экранизация мало похожа на исходный сюжет романа. Чтобы собрать хоть какую-то кассу, фильм переименовали в «Погоню» (La poursuite), но и это не принесло успеха, и после трех недель он был снят с проката.
Мрачность и мизантропия сюжета, превосходящая, по мнению американского критика, большинство фильмов-нуар, и не соединенная с динамичной интригой, также не способствовала популярности картины у широкой публики. Долгое время она принадлежала к числу кинематографических раритетов, известных только любителям, а Летерье, потерпев неудачу в «серьезном» кино, в дальнейшем снимал, в основном, более коммерческие фильмы.
Среди специалистов, способных оценить художественные изыски, она вызвала больший интерес, будучи представленной в № 146 и 148 Cahiers du Cinéma, и получив гран-при французского кино в 1963 году.
В испанском прокате фильм также демонстрировался под двумя названиями, в Германии как «Король в одиночестве» (Ein König allein), официальных международных английских названий картины также два — A King Without Distraction и The Pursuit. В США лента демонстрировалась на Чикагском кинофестивале в 1966 году. Новый релиз во Франции состоялся 17 марта 2004 года, а в 2008 году фильм был издан на DVD.

## Комментарии
1. ↑  По некоторым сведениям Архивная копия от 6 января 2016 на Wayback Machine, существует (или существовала) полная версия фильма (98 минут), не изданная на DVD
2. ↑  Большинство людей способны убить при защите и самозащите, или по приказу на войне, многие способны пойти на убийство ради корысти, но убийство ради развлечения — у большинства человеческих популяций — табу, для преодоления которого требуется особо извращенная, «волчья» натура
3. ↑  Лицо убийцы видно только на общем плане довольно темной комнаты, освещенной огнём очага, причем камера снимает снаружи через окно, откуда подглядывает Ланглуа. Эта сцена демонстрирует, что преступник с виду вполне обыкновенный человек, и у него даже есть дочь того же возраста, что и девочки, которых он убил
4. ↑  Красные стены домов занесены снегом, специально наваленным огромными грязными сугробами, на лица актеров, раскрасневшиеся от холода, был наложен бледный грим
5. ↑  Первые два куплета в начале, четвертый в конце
6. ↑  В книге Сосиске (прототипу Клары) 60 лет, а не около сорока, как в фильме, а Ланглуа 56, а не двадцать с небольшим. Жионо омолодил персонажей, чтобы наметить возможность любовной интриги, и сделать превращение Ланглуа более правдоподобным
7. ↑  И, вероятно, тогда же сократили